# Мотвани, Хансика
Хансика Мотвани (англ. Hansika Motwani, хинди हंसिका मोटवानी; род. 9 августа 1991) — индийская актриса, начавшая карьеру в качестве ребёнка-актёра в Болливуде, а в зрелые годы занятая в основном в индустриях кино на телугу и тамильском языке. Награждена Filmfare Awards South за лучший женский дебют. Двукратная лауреатка SIMAA Awards за лучшую женскую роль в фильме на тамильском языке.

## Биография
Хансика родилась в семье бизнесмена Прадипа Мотвани и дерматолога Моны Мотвани. У неё есть брат Прадип.
Она — пенджабка по национальности,
но буддистка по вероисповеданию.
Окончила Podar International School в Мумбаи.
Начала свою карьеру в качестве ребёнка-актёра в детском телевизионном сериале Shaka Laka Boom Boom в 2001 году.
В следующие четыре года она снялась ещё в нескольких телесериалах и фильмах, в том числе в эпизодической роли в «Ты не одинок» (2003).
Роль Тины в сериале Des Mein Niklla Hoga Chand принесла ей Indian Telly Awards за лучшую детскую роль на телевидении.
В 2007 году Хансика дебютировала в качестве героини в фильме на языке телугу — «Настоящий герой». Отзывы на фильм отметили, что роль Вайшали, возлюбленной главного героя, не дала ей возможности показать глубокую актёрскую игру.
Однако несмотря на это, по итогам года именно Хансика получила награду Filmfare Awards South за лучший дебют.
Вышедший в том же году «Любви прерванный полет» принёс ей номинацию на аналогичную премию для хинди-язычных фильмов.
Кинокритик Таран Адарш с сайта Bollywood Hungama назвал её «powerhouse of talent». После этого она подписана на следующий проект He: The Only One, по сюжету которого её героиня должна отомстить семье, но фильм отложили на неопределённый срок.
В следующем году она попробовала себя в кино на каннада, снявшись в фильме Bindaas в паре с Пунитом Раджкумаром. Её героиня Прити — художница которая влюбляется в главного героя, который одновременно помогает её отцу полицейскому и притворяется гангстером. Фильм имел коммерческий успех, но остался единственным фильмом на каннада в её карьере. Актриса также появилась на экране в паре с Говиндой в комедии Money Hai Toh Honey Hai, сыграв актрису телевидения, которая хочет сниматься в большом кино. Сам фильм получил низкую оценку, но игра Хансики заработала похвалы.
Затем последовали несколько фильмов на телугу, где её партнёрами были ведущие актёры индустрии НТР младший, Рам Потинени, Нитин и Кальян Рам.
В 2011 году Хансика дебютировала в кино на тамильском языке с кинолентой Mappillai, составив пару Дханушу. Но снова её роль не предполагала особой актёрской игры, в то время как сюжет фильма критики посчитали заезженным.
В том же году она снялась в романтической драме «Любовь повсюду» с Джаямом Рави и масала-боевике «Посланник судьбы» с Виджаем и Женелией де Соуза. Также Хансика появилась в качестве первой героини в фильме «Любит — не любит» и второй — в «Друг мой», оба на языке телугу.
2012 год принёс ей премию SIMAA Awards за тамильский фильм Oru Kal Oru Kannadi
и номинацию на Filmfare Awards South за фильм Denikaina Ready на телугу.
В следующем году она сыграла старшеклассницу в сиквеле боевика «Львиное сердце». Deccan Chronicle отметила, что хоть это было нелегко принять, но её персонаж вызвал симпатию у аудитории, как и было задумано режиссёром.
Она также вновь разделила съёмочную площадку с Сиддхартом, с которым они работали сразу в двух версиях фильма Сундара о молодом человеке, берущим уроки у гуру по пикапу, чтобы понравиться определённой девушке.
В отзывах на её фильм 2014 года Maan Karate критики из Rediff.com и The New Indian Express сошлись на том, что снижение веса пошло актрисе на пользу, однако её пара с Шивакартекьяном не впечатляет.
Более лестную оценку получило её второе сотрудничество с режиссёром Сундаром в комедийном хорроре Aranmanai, где она сыграла жаждущего мести призрака.
Р. С. Пракаш написал в своей рецензии, что «это действительно приятное отступление для Хансики, появляющейся в большинстве своих фильмов в образе гламурной куклы».
Aranmanai принес Хансике вторую премию SIMAA Awards за лучшую женскую роль.
В 2015 году Хансика снялась в пяти тамильских фильмах. Одним из них был третий опыт работы с Сундаром — «Семья и политика». Другим — фэнтези-фильм «Храбрый воин», вошедший в число самых дорогостоящих кинокартин Индии.
К несчастью, фильм не оправдал надежд, получив негативные отзывы
и провалившись в прокате.
На следующий год у Хансики также были только тамильские проекты.
Она вновь появилась в роли мстительного призрака во втором фильме Сундара из серии Aranmanai, и исполнила роль школьной учительницы в Manithan И. Ахмеда. Отзывы отметили, что она была достаточно хороша, и возможно достойно справилась бы и с более глубокой ролью.
В 2017 году вышел боевик Bogan, снятый на основе голливудской картины «Без лица», где она сыграла девушку, которая влюбляется и выходит замуж за героя полицейского, в тело которого затем вселяется душа преступника. Deccan Chronicle отметил, что в фильме она выглядит восхитительно и сцена её появления интересна, но в остальном ей «нечего делать, помимо появления одетой в дизайнерские костюмы в музыкальных номерах».
В том же году состоялся её дебют в кино на малаялам в фильме Villian, где она сыграла роль второго плана.

## Фильмография
| Год       |   | Русское название         | Оригинальное название          | Роль                  |
| --------- | - | ------------------------ | ------------------------------ | --------------------- |
| 2001—2003 | с |                          | Des Mein Niklla Hoga Chand     | Tina                  |
| 2001      | с |                          | Shaka Laka Boom Boom           | Karuna / Shona        |
| 2002      | с |                          | Kyunki Saas Bhi Kabhi Bahu Thi | Baavri Virani         |
| 2002      | с |                          | Son Pari                       | Sweety                |
| 2003      | с |                          | Karishma Kaa Karishma          | Teena                 |
| 2003      | ф |                          | Hawa                           | Sanjana's daughter    |
| 2003      | ф | Ты не одинок             | Koi… Mil Gaya                  | Прия                  |
| 2003      | ф |                          | Aabra Ka Daabra                | Pinky                 |
| 2003      | ф |                          | Jaago                          | Shruti                |
| 2004      | ф |                          | Hum Kaun Hai?                  | Sara Williams         |
| 2007      | ф | Настоящий герой          | Desamuduru (тел.)              | Вайшали               |
| 2007      | ф | Любви прерванный полет   | Aap Kaa Surroor                | Рия                   |
| 2008      | ф |                          | Bindaas (канн.)                | Preethi               |
| 2008      | ф | Мститель                 | Kantri                         | Варалакшми            |
| 2008      | ф |                          | Money Hai Toh Honey Hai        | Ashima Kapoor         |
| 2009      | ф |                          | Maska                          | Мину                  |
| 2009      | ф |                          | Billa                          | Прия (камео)          |
| 2009      | ф |                          | Jayeebhava                     | Anjali Narashima      |
| 2009      | ф | Свадьба Ситы и бога Рамы | Seetharamula Kalyanam          | Нандини               |
| 2011      | ф | Зять                     | Mappillai                      | Гаятри                |
| 2011      | ф | Любовь повсюду           | Engeyum Kadhal                 | Каялвизхи Раджашекхар |
| 2011      | ф | Любит — не любит         | Kandireega                     | Шрути                 |
| 2011      | ф | Посланник судьбы         | Velayudham                     | Вайдехи               |
| 2011      | ф | Друг мой                 | Oh My Friend                   | Ринту                 |
| 2012      | ф |                          | Oru Kal Oru Kannadi            | Meera Mahendrakumar   |
| 2012      | ф | Всегда готов             | Denikaina Ready                | Шармила               |
| 2013      | ф |                          | Settai                         | Madhumitha            |
| 2013      | ф |                          | Theeya Velai Seiyyanum Kumaru  | Sanjana               |
| 2014      | ф | Львиное сердце 2         | Singam II                      | Сатья                 |
| 2013      | ф |                          | Biriyani                       | Priyanka              |
| 2014      | ф |                          | Pandavulu Pandavulu Thummeda   | Ханни                 |
| 2014      | ф | Питер — каратист         | Maan Karate                    | Язхини                |
| 2014      | ф |                          | Power                          | Nirupama              |
| 2014      | ф | Дворец                   | Aranmanai                      | Селви                 |
| 2014      | ф |                          | Meaghamann                     | Usha                  |
| 2015      | ф | Семья и политика         | Aambala                        | Майя                  |
| 2015      | ф | Влюбленная парочка       | Romeo Juliet                   | Айшвария              |
| 2015      | ф | Шалопай                  | Vaalu                          | Прия Махалакшми       |
| 2015      | ф | Храбрый воин             | Puli                           | принцесса Мантагини   |
| 2016      | ф | Дворец 2                 | Aranmanai 2                    | Майя                  |
| 2016      | ф |                          | Pokkiri Raja                   | Sunitha               |
| 2016      | ф |                          | Uyire Uyire                    | Priya                 |
| 2016      | ф |                          | Manithan                       | Priya                 |
| 2017      | ф |                          | Luckunnodu                     | Padma                 |
| 2017      | ф |                          | Bogan                          | Mahalakshmi           |
| 2017      | ф |                          | Goutham Nanda                  | Spoorthi              |
| 2017      | ф |                          | Villain (малаял.)              | Dr. Shreya            |
| 2018      | ф |                          | Gulebakavali                   | Viji                  |
| 2018      | ф |                          | Thuppakki Munai                | Mythili               |